# هال مارش
هال مارش (بالإنجليزية: Hal March)‏ هو ممثل أمريكي، ولد في 22 أبريل 1920 بسان فرانسيسكو في الولايات المتحدة، وتوفي في 19 يناير 1970 بلوس أنجلوس في الولايات المتحدة بسبب سرطان الرئة.

## وصلات خارجية
- هال مارش على موقع IMDb (الإنجليزية)
- هال مارش على موقع ألو سيني (الفرنسية)
- هال مارش على موقع أول موفي (الإنجليزية)
- هال مارش على موقع قاعدة بيانات برودواي على الإنترنت (الإنجليزية)
- هال مارش على موقع قاعدة بيانات الأفلام السويدية (السويدية)
- هال مارش على موقع قاعدة بيانات الفيلم (الإنجليزية)
- هال مارش على موقع كينوبويسك (الروسية)